# Gabriele Missaglia

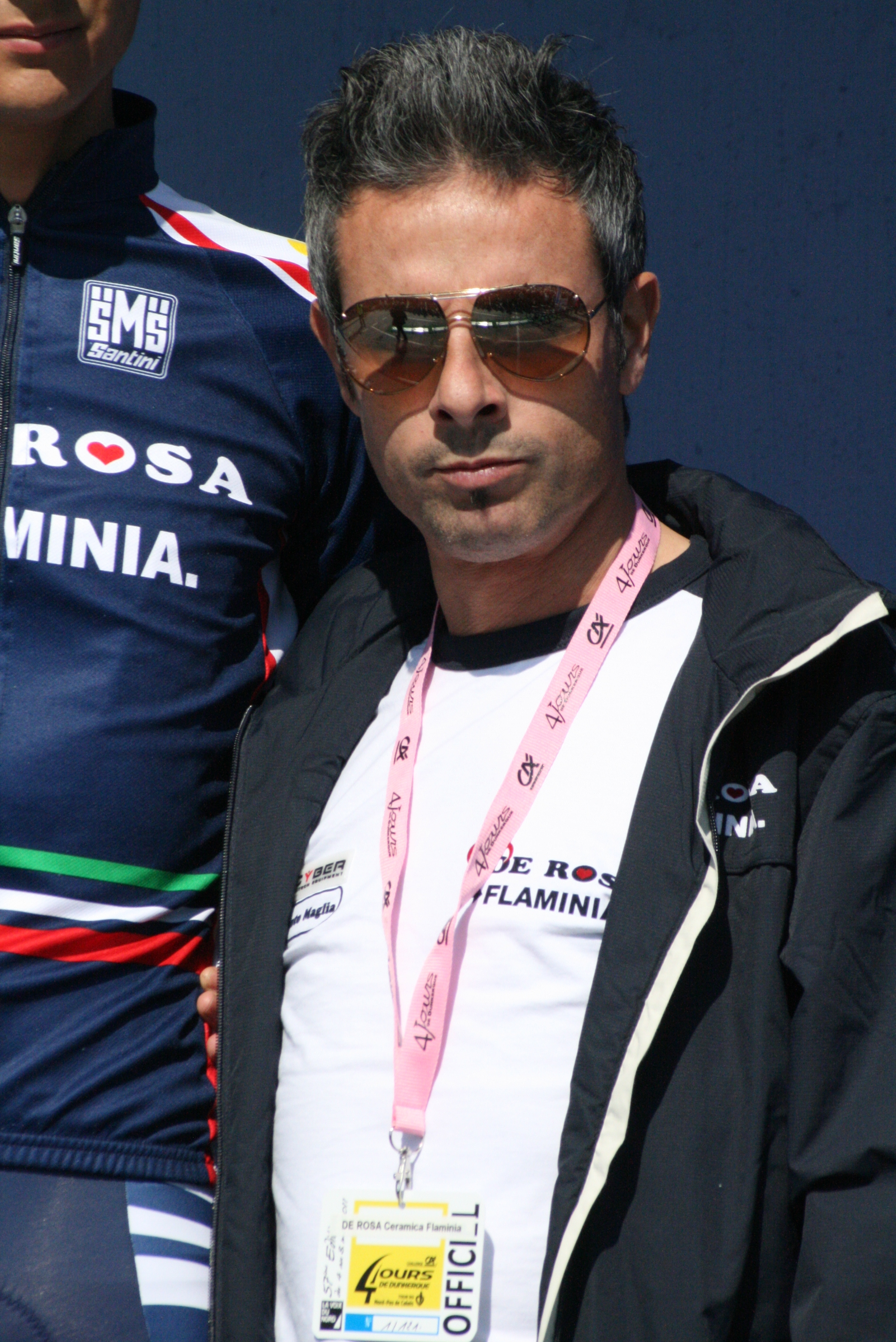
Gabriele Missaglia bei den Vier Tagen von Dünkirchen 2011

Gabriele Missaglia (* 24. Juli 1970 in Inzago) ist ein ehemaliger italienischer Radrennfahrer.
Missaglia wurde 1995 Profi bei Brescialat. Nach einem Jahr dort und einem weiteren bei Panaria kam er 1997 zum erfolgreichen Mapei Team. Im selben Jahr feierte er seinen ersten Profierfolg mit einem Etappensieg beim Giro d’Italia. Ein Jahr später gewann er das malaysische Etappenrennen Tour de Langkawi. 1999 wechselte er zu Lampre, gewann eine Etappe der Tour de Suisse und 2000 eine bei der Katalonien-Rundfahrt. Außerdem gewann er das deutsche Eintagesrennen HEW-Cyclassics. Ab 2006 fuhr er für Selle Italia-Diquigiovanni und gewann im Jahr darauf die Gesamtwertung der Tour of Qinghai Lake. Ende der Saison 2008 beendete er seine Karriere und wurde Sportlicher Leiter beim polnisch-italienischen Team Corratec.

## Palmarès
1997
- eine Etappe Giro d’Italia

1998
- Tour de Langkawi

1999
- eine Etappe Tour de Suisse

2000
- eine Etappe Katalonien-Rundfahrt
- HEW-Cyclassics

2007
- Gesamtwertung Tour of Qinghai Lake

## Teams
- 1995 Brescialat
- 1996 San Marco Group-Fago bis 10. Mai 1996
- 1996 Panaria ab 11. Mai 1996
- 1997 Mapei-GB
- 1998 Mapei-Bricobi
- 1999–2002 Lampre-Daikin
- 2003 Lampre
- 2004 Barloworld
- 2005 Universal Caffé-Styloffice
- 2006 Selle Italia-Diquigiovanni
- 2007–2008 Serramenti PVC Diquigiovanni